# Фресия
Фресия (исп. Fresia) — город в Чили. Административный центр одноимённой коммуны. Население — 6144 человека (2002). Город и коммуна входит в состав провинции Льянкиуэ и области Лос-Лагос.
Территория коммуны — 1278,1 км². Численность населения — 12 688 жителей (2007). Плотность населения — 9,93 чел./км².

## Расположение
Город расположен в 54 км на северо-запад от административного центра области города Пуэрто-Монт.
Коммуна граничит:
- на севере — c коммуной Пурранке
- на востоке — с коммунами Фрутильяр, Льянкиуэ
- на юге — c коммуной Лос-Муэрмос

На западе коммуны расположен Тихий океан.

## Демография
Согласно сведениям, собранным в ходе переписи Национальным институтом статистики, население коммуны составляет 12 688 человек, из которых 6460 мужчин и 6228 женщин.
Население коммуны составляет 1,6 % от общей численности населения области Лос-Лагос. 53,13 % относится к сельскому населению и 46,87 % — городское население.